# Mahendra Multiple Campus, Dharan
Mahendra Multiple Campus, Dharan (plus familièrement : MM Campus, népalais : महेन्द्र बहुमुखी क्याम्पस) est une institution publique mixte située dans la partie centrale de la ville de Dharan et est l'un des plus grands campus affiliés à l'Université Tribhuvan. L'institution propose des programmes de premier cycle et des cycles supérieurs (maîtrise). Il porte le nom du roi roi Mahendra

## Programmes
Le premier cycle est le programme le plus populaire avec les baccalauréats et les niveaux intermédiaires, cependant, ce dernier a été supprimé de la session académique de 2010. Le niveau post-universitaire comprend les programmes de maîtrise et de doctorat. Quatre facultés différentes sont identifiées : Droit, Sciences humaines, Éducation et Gestion.